# Formosa do Sul
Formosa do Sul là một đô thị thuộc bang Santa Catarina, Brasil. Đô thị này có diện tích 100 km², dân số năm 2007 là 2620 người, mật độ 25,4 người/km².